# Куда (Урук)
Куда — правитель з 4-ї династії Урука.
Згідно з шумерським списком царів, третій правитель з 4-ї династії Урука. 
Фрагмент, що стосується цього, звучить так:

«Куда (з Урука) правив 6 років».